# Жауру
Жауру (порт. Jauru) — муниципалитет в Бразилии, входит в штат Мату-Гросу. Составная часть мезорегиона Юго-запад штата Мату-Гроссу. Входит в экономико-статистический микрорегион Жауру. Население составляет 10 774 человека на 2007 год. Занимает площадь 1217,480 км². Плотность населения — 8,9 чел./км².

## История
Город основан 29 апреля 1964 года.

## Статистика
- Валовой внутренний продукт на 2005 год составляет 145 353 000 реалов (данные: Бразильский институт географии и статистики).
- Валовой внутренний продукт на душу населения на 2005 год составляет примерно 13 490 реалов (данные: Бразильский институт географии и статистики).
- Индекс развития человеческого потенциала на 2000 год составляет 0,680 (данные: Программа развития ООН).

## География
Климат местности: тропический.